# Segona Divisió brasilera de futbol
La Segona Divisió brasilera de futbol (també anomenada Série B) va ser fundada el 1971 és la divisió intermèdia del futbol brasiler. El 2005 estava composta per vint equips, però el seu nombre va ser reduït a vint el 2006. A partir d'aquest any, el campionat es juga de manera similar a la Série A: els 4 primers equips pugen a la Série A, mentre que els 4 pitjors baixen a la Série C.
El 2005, la Série B va constar de tres rondes:
- A la primera ronda, els equips van jugar tots contra tots, de manera similar a la Série A, amb la diferència que ho van fer només una vegada. Llavors, cada equip va jugar vint partits, fent un total de dos-cents trenta-u.
- Els vuit equips amb major puntuació van avançar a una segona ronda, on van ser dividits en dos grups de quatre. Els equips de cada grup van jugar entre si a anada i tornada.
- Els dos millors equips de cada grup van avançar a la ronda final, en la qual van jugar entre si a anada i tornada. L'equip amb més punts va ser declarat campió.

El campió i subcampió van ser promoguts a la Série A l'any següent. A més, els sis pitjors equips van ser relegats a la Série C.